# 施万多夫
施万多夫（德語：Schwandorf，發音：[ˈʃvaːnˌdɔʁf] ⓘ）是德国巴伐利亚州上普法尔茨行政区施万多夫县的城市，也是施万多夫县的县治，面积123.81平方千米，2023年12月31日人口为30,239人。

## 友好城市
施万多夫与以下城市结为友好城市：
- 法國 利布爾訥
- 捷克 索科洛夫